# Vojnianska hora
Vojnianska hora (w tłumaczeniu na język polski Wojniańska Góra) – szczyt na Słowacji, na południowych stokach Magury Spiskiej. Znajduje się w zakończeniu południowo-wschodniego grzbietu szczytu Spádik, jednak oddzielony jest od tego grzbietu tak głęboką przełęczą, że wydaje się szczytem samotnym. Wrażenie to potęguje fakt, że z wszystkich pozostałych stron jego zbocza opadają na równą, płaską i pokrytą łąkami i polami uprawnymi Kotlinę Popradzka. Odwadniany jest przez trzy potoki: Vojniansky potok, Hájnik i Krigovský potok.
Wznosi się nad miejscowościami Toporec i Wojnany. Szczyt jest w dużym stopni bezleśny, dzięki czemu roztacza się z niego szeroka panorama widokowa, szczególnie na pobliskie Tatry, Magurę Spiską i Góry Lewockie. Nie prowadzi na niego żaden znakowany szlak turystyczny, ale zarówno z Vojnian, jak i z Toporca można na niego wyjść gruntowymi drogami i ścieżkami. Jest wykorzystywany przez paralotniarzy jako startowisko.
Z Vojnanską horą związane są liczne ludowe legendy i opowieści. Opisywał ją też Stanisław Krygowski, jej kształt porównując do trumny. W polskiej literaturze przedwojennej góra ta nazywała się Krygowską Górą, nazwa ta nie pochodzi jednak od nazwiska Krygowskiego, lecz od przedwojennej nazwy miejscowości Krieg, położonej u jej podnóży. Słowo Krieg jest pochodzenia niemieckiego i w tłumaczeniu na język polski i słowacki oznacza wojnę. Po II wojnie światowej Słowacy nazwę tej miejscowości przemianowali na Wojnany (po słowacku Vojňany), a Krygowskiej Góry na Vojnianską horę.